# Tessa Bonner
Teresa Margaret Pollard (Hammersmith, 28 februari 1951 — Londen, 31 december 2008), bekend als Tessa Bonner, was een Brits sopraan. Zij legde zich toe op Oude Muziek en was verbonden aan onder meer de kamerkoren The Taverner Consort en The Tallis Scholars, maar trad eveneens als soliste met talrijke andere ensembles op. Tezamen met onder anderen Emma Kirkby gaf zij vanaf de jaren tachtig gestalte aan de authentieke uitvoeringspraktijk van vocale muziek uit het renaissance- en baroktijdperk.

## Carrière
Tessa Bonner ging naar een meisjesschool in de Londense wijk Isleworth en speelde als kind piano en klarinet, alvorens zich vanaf haar zestiende bij het lokale koor te vervoegen. Na haar schoolloopbaan werd ze productieassistente bij de BBC voor programma’s als Blue Peter en Face the Music. Ze huwde op jonge leeftijd met Dyl Bonner, van wie ze scheidde maar wiens achternaam ze behield. Na haar scheiding ging ze op haar vijfentwintigste muziek studeren aan de Universiteit van Leeds, alwaar ze zanglessen kreeg van Honor Sheppard van The Deller Consort. Vanaf 1979 studeerde ze verder aan de Londense Guildhall School of Music and Drama, waar ze les kreeg van Margaret Lensky en Ellis Keeler.
Bij het Taverner Consort van Andrew Parrott nam ze in 1984 de Vespers van Claudio Monteverdi op, waarmee ze bekendheid verwierf. Met het Deller Consort ging ze op tournee door de Verenigde Staten. In de loop van vijfentwintig jaar nam Bonner 37 cd’s op met The Tallis Scholars; met dit ensemble trad ze exact 1100 keer op. Daarnaast zong ze tevens bij onder anderen Robert King en Philippe Herreweghe, alsook The Academy of Ancient Music en The Sixteen. Tessa Bonner specialiseerde zich jarenlang in de hoogste partijen van componisten uit de Tudorperiode.
Bonner kreeg driemaal een kankerdiagnose. In januari 2008 werd bij haar mondkanker vastgesteld. In de zomer van dat jaar zong ze nog muziek van Josquin des Prez en Jacob Obrecht, ondanks haar abnormaal lage hemoglobinewaarden. Haar elfhonderdste en laatste optreden met The Tallis Scholars geschiedde op 27 november 2008. Ze overleed op haar zevenenvijftigste op oudejaar 2008. Met haar tweede echtgenoot had Bonner een dochter, die eveneens muziek studeerde. Haar uitvaart vond plaats in Sydenham.